# Църквени ливади
Църквени ливади (на македонска литературна норма: Црквени Ливади) е археологически обект, енеолитно наколно селище, разположено в близост до стружкото село Вранища, Република Северна Македония.

## Местоположение
Селището е разположено югозападно от Вранища, при устието на река Шум в Черни Дрин.

## Описание
Църквени ливади е наколно селище. Открити са колци от платформите, на които са били разположени къщите, както и предмети от материалната култура, типична за рибарските селища – груба сива керамика, тави за риба, дълги кремъчни ножове и стрели, харпуни, шила и игли от рог на елен.